# Костел Найсвятішого Серця Ісуса (Чернівці)
Костел Найсвятішого Серця Ісуса — костел єзуїтів в Чернівцях. Пам'ятка неоготичної архітектури XIX століття. З 1963 року тут розташовувався обласний архів. Починаючи з 1 березня 2010 року храм належить релігійній громаді Римсько-Католицької церкви.

## Історія

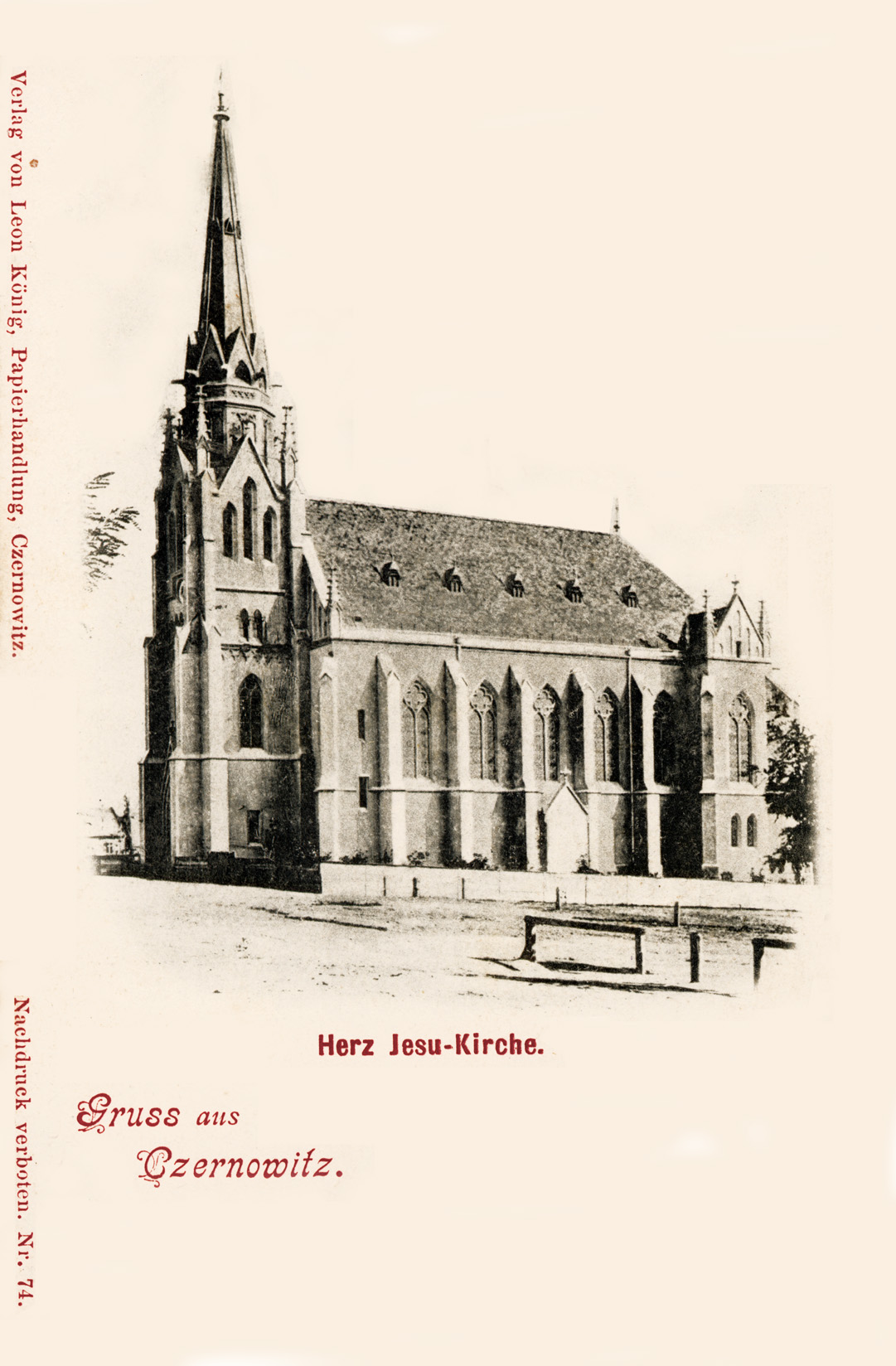
Костел Серця Ісуса, 1900

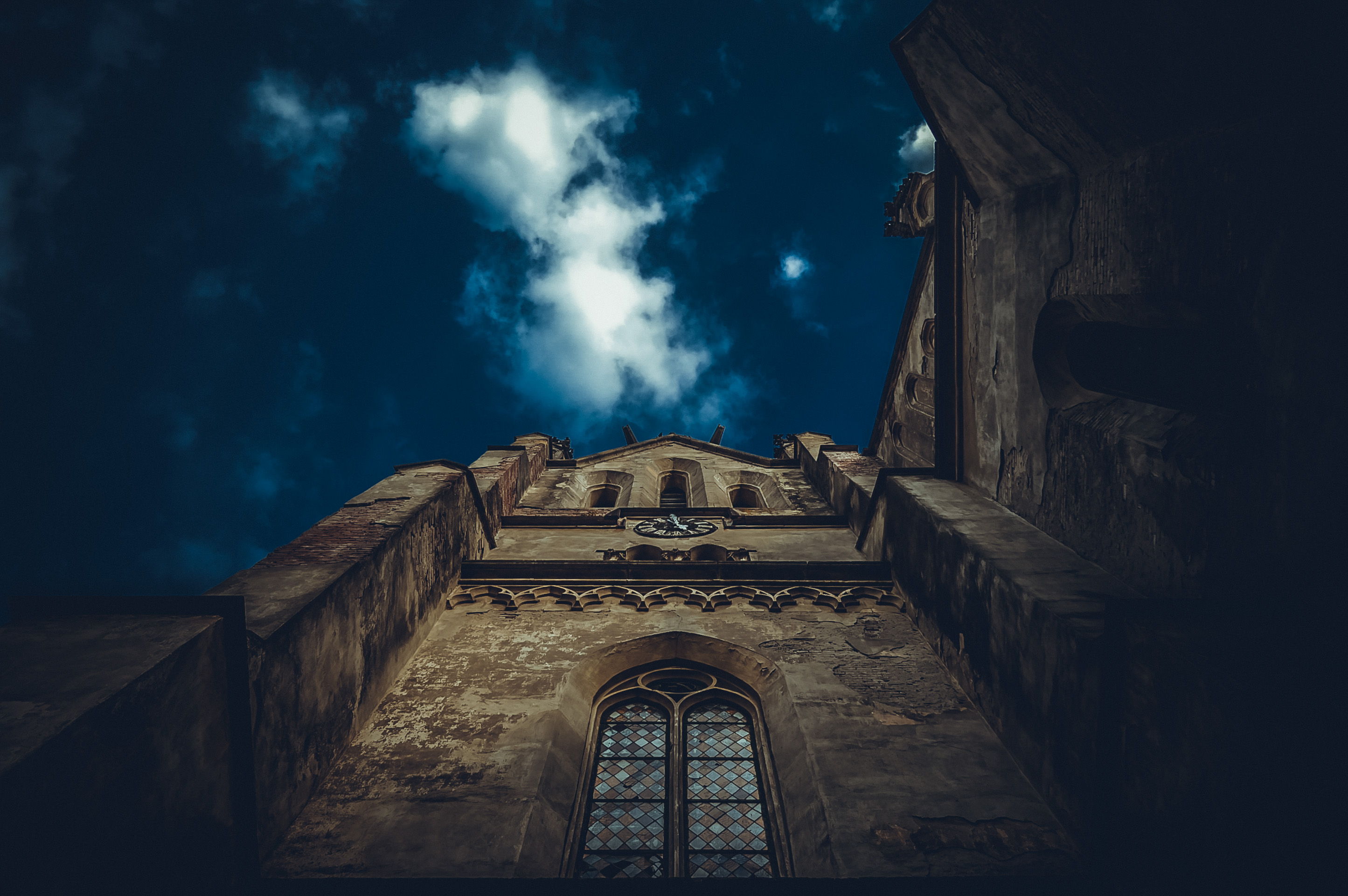
Внутрішній двір

В кінці 70-х років 19 століття у Чернівцях з'явилися перші місіонери єзуїтів. У 1885 р., архієпископ Зигмунт Щесни Фелинськи офіційно звернувся до Товариства єзуїтів з проханням сприяти поширенню діяльності отців-єзуїтів також на територію Чернівців. Серед цивільних осіб, які сприяли діяльності єзуїтів, можна виділити наступних: бургомістр краю барон Піно де Фриденталь, бургомістр Чернівців Антон Кохановський, професори університету Хіллер, Скедел та Холбан, військовий лікар Поллак, військовий капелан капітан Хіммель, лікар Майер, аптекар Крижановськи, полковник Тум, придворний радник барон Фекете, директор крайового банку Пашкіс.

На початку вересня 1885 року священиком єзуїтів був призначений отець Симон Тиховськи. Перші служби він проводив у маленькій каплиці. Кількість послідовників єзуїтів росла, з'явилася необхідність негайного будівництва нового костелу. Ініціатива належала отцеві Францишеку Ксав'єру Еберхарду. Під будівництво костелу міська влада подарувала єзуїтам земельну ділянку, на якій раніше солдати 41-го буковинського полку проводили свої практичні заняття.

Автором проекту костелу став директор Чернівецької вищої Промислової школи (зараз — це приміщення середньої школи № 4) професор Ляйцнер. Кошти на будівництво складалися з пожертвувань місцевих віруючих та високопоставлених осіб, а також пожертвувань віруючих з сусідньої Галичини. Початкову вартість будівлі архітектор Ляйцнер визначив у 160 тис. злат. В кінцевому результаті, разом зі скульптурами, дзвонами, більшим органом, і резиденцією, що була побудована з тильного боку костелу, вартість склала 208 тис. злат.

Освячення костелу відбулося 7 червня 1891 року. Львівську митрополію представляв архієпископ Северин Моравський. На освяченні були присутні предстоятелі та віруючі трьох віросповідань: католицького, православного й юдейського.

Професорові Ляйцнеру у спорудженні костелу допомагали будівельник А. Леопольд, муляр Л. Кукурудз і слюсар Шустер. Віконні вітражі привезли із Гротова (Бєльско-Бяла, Польща). Автором настінних розписів став художник Каша з Миколаєва, а автором головного вівтаря й амвона — майстер Штуфлесер (Тіроль, Австрія). Встановлений у костелі орган вартістю 5 тисяч флоринів виготовлено на заводі Рігера в Едендорфі (Біненбюттель, Німеччина). Весною 1894 р. з Единбурга (Шотландія, Сполучене Королівство Великої Британії) було привезено три дзвони. Найбільший з них назвали «Серце Ісуса».

21-го листопада 1894 року Йозеф Шмідт освятив чернівецьку парафію єзуїтів, а 25-го листопада того ж року львівським архієпископом Северином Моравським була освячена новозбудована святиня. 21-го червня 1895 р., відбулися торжества з нагоди присвоєння храму імені «Найсвятішого Серця Ісуса».
У костелі Серце Ісуса періодично проводилося висвячення католицьких священиків. 7 липня 1935 року до Чернівців з цією метою спеціально приїжджав з Бухареста митрополит Міхай Робу. В цей день у костелі Серце Ісуса було здійснено висвячення священиків Йозефа Єнжиєвського і Яна Новацького.

Обряди хрещення, одруження чи відспівування у костелі не проводилися, оскільки костел був ректоральним. Проте у 1941 році, під час окупації Чернівців німецькою й румунською арміями та з початком репресій проти євреїв, багато з них прийняли католицьке хрещення в цьому костелі. Головний вівтар костелу був виконаний у неоготичному стилі. Окрім головного вівтаря, у костелі були й бічні вівтарі. По одній стороні розташовувався вівтар Пресвятої Богородиці Марії. Ікона, що розміщалася в цьому вівтарі, мала корону, прикрашену 12 зірками. Із двох сторін ікони розміщувалися дві скульптури: Святої Терези від Дитини Ісуса (Л'єжської) і Святої Маргарити Марії Алякок. З іншого боку містився вівтар Святого Ігнатія Лойоли, засновника католицького ордена просвітителів і місіонерів Товариства Ісуса (єзуїтів). У цьому вівтарі перебувала фігура благочестивого Святого Франциска Ксав'єра-місіонера, члена ордена єзуїтів. Поруч було ще кілька менших фігур. У костелі також були вівтарі Святого Станіслава Костки (послушника ордена єзуїтів, який вважався заступником Львова) і Непорочного Зачаття Пресвятої Діви Марії.

Однією з прикрас костелу був Хресна Дорога — складова частина Страстей Господніх, що включає в себе Несення хреста з кульмінацією — Розп'яттям. З середини костел був прикрашений поліхромією й вітражами, переважно знищеними під час реконструкції будівлі під архів.

У міжвоєнні роки Свята Меса у костелі проводилася о 9 годині ранку щодня, а по неділях також о 9-й годині, але тільки для німецьких віруючих, а о 11.30 — для польських. На Різдво костел прикрашали, а при бічних вівтарях влаштовували вертепи. На святковій службі, крім органа, часто грав малий оркестр під керівництвом органіста Зажимського.

В 1940—1941 костел продовжував працювати, але перебував під наглядом органів НКВД. У 1945 році, місцева влада передала цей єзуїтський храм віруючим православного віросповідання. Ще через рік костел було відібрано і у правосланої общини.

Певний час храм було закрито, згодом там вирішили розмістити документи обласного архіву, що до цього моменту зберігалися у чотирьох різних приміщеннях міста. В результаті, більшу частину внутрішнього інтер'єру храму було втрачено. Двома залізобетонними перекриттями, які кріпилися у стінах костелу, внутрішній простір храму розділили на три поверхи. Для зміцнення стелажів архівосховища між колон звели цегельні стіни. Нижні вітражі вікон були знищені, верхні — вціліли.
У 1996 році місцева громада розпочала клопотати про повернення комплексу будівель єзуїтів. Храм повернули місцевій громаді у 2010 році. Зараз триває його реконструкція.

## Каплиці при костелі

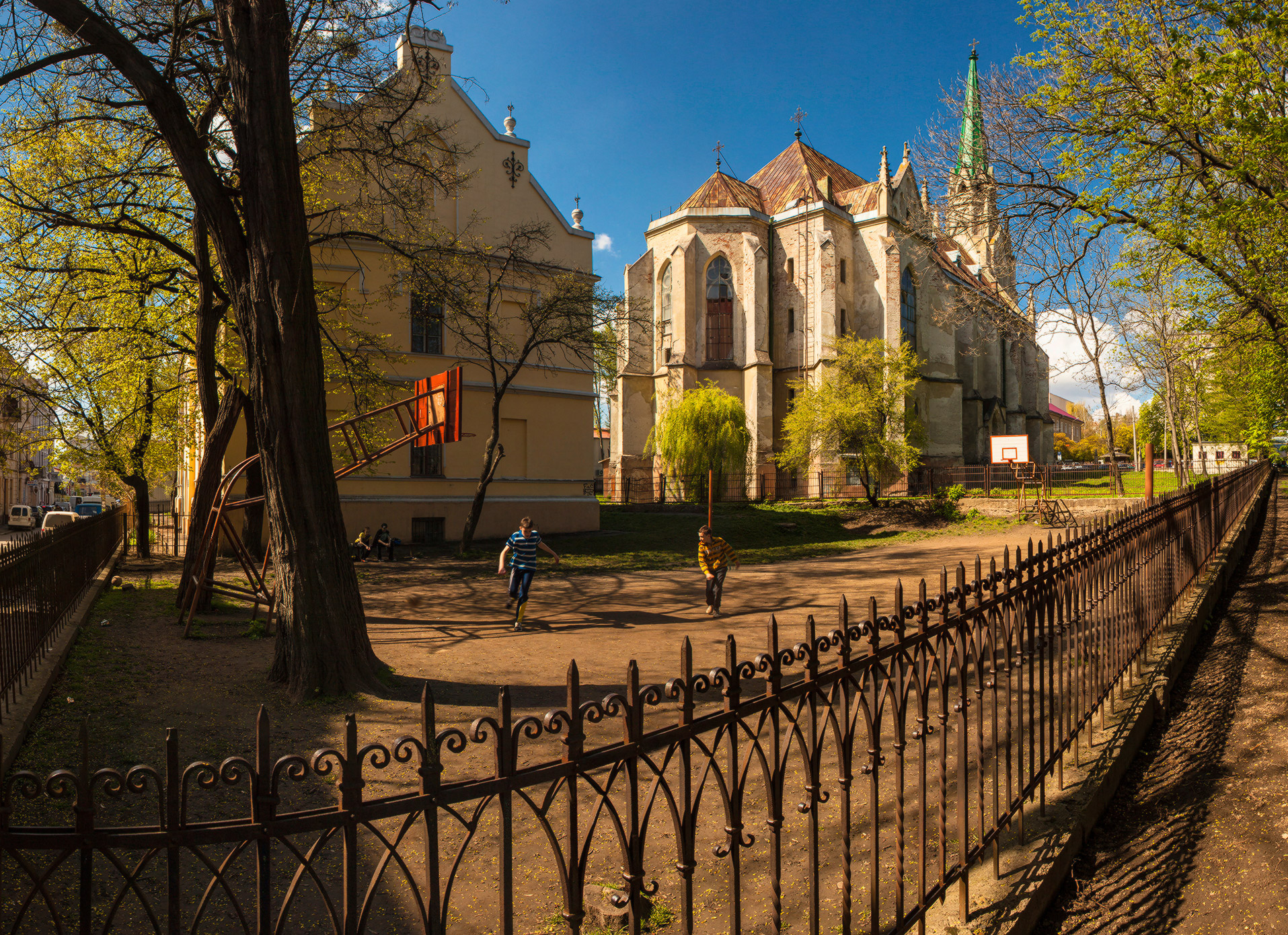

Одна з каплиць розташовувалася в підвальному приміщені костелу. За однією з версій там було поховано 60 польських солдатів, що загинули під час Першої світової війни.

Інша каплиця — «Святого Антонія». Вона розташовувалася у скверику з лівого боку костелу. У жовтні 1978 року будівля згоріла, після чого невдовзі руїни було знесено; за однією з версій до цього було причетне КДБ.